# Gran Rio
De Gran Rio uitgesproken als "Gaan-lio" en vrij te vertalen met Grote Rivier, is een rivier die ontspringt in het Surinaamse binnenland, in het district Sipaliwini. De rivier stroomt daarop tot in Djoemoe waar hij samenvloeit met de Pikin Rio en verder stroomt als Boven-Surinamerivier.

## Loop

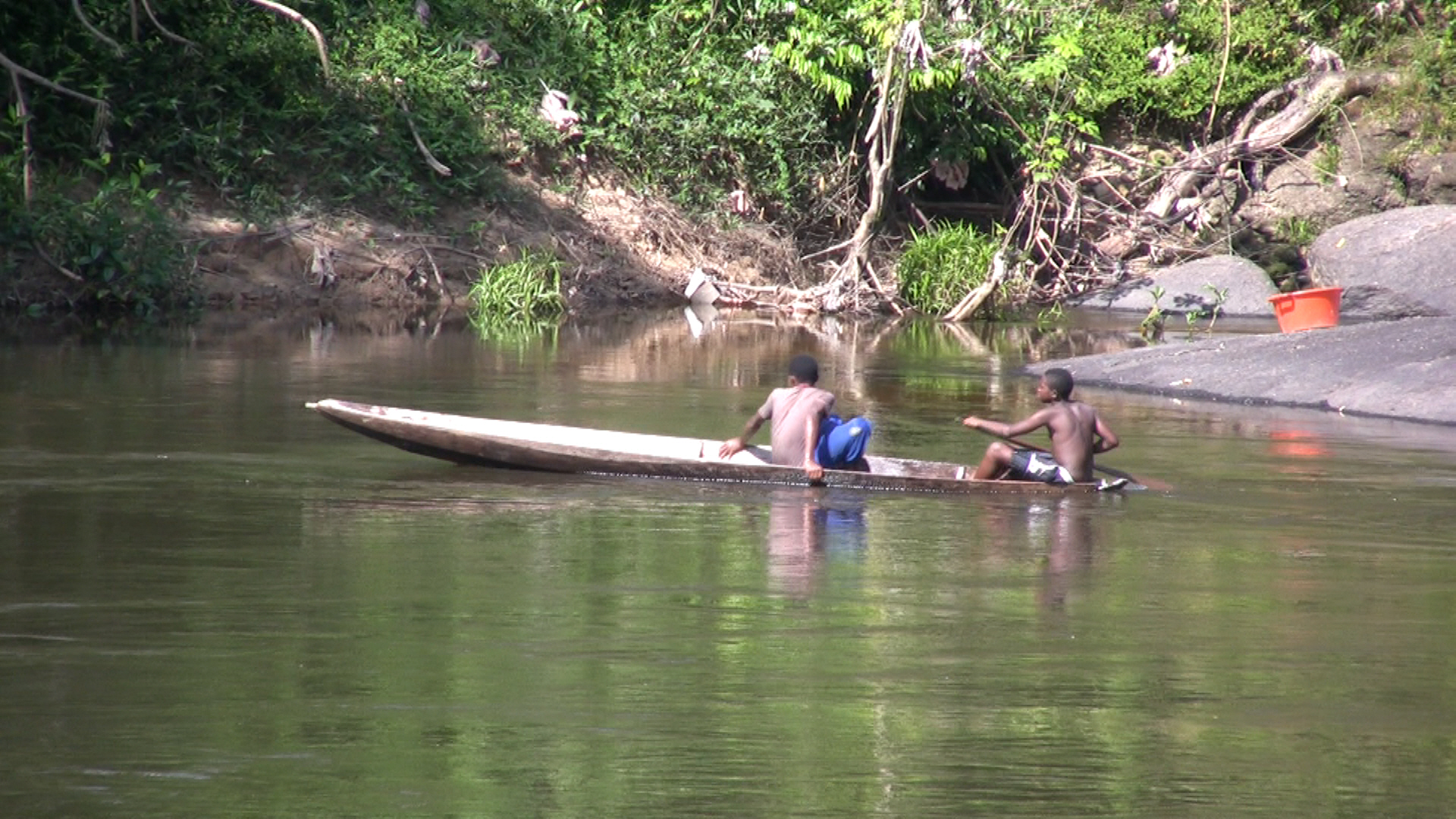
Kanoënde jongens in de Gran Rio

De Gran Rio ontspringt op de noordelijke kant van het Eilerts de Haangebergte. Daarnaast is er in de bovenloop toestroom van water uit het Wilhelminagebergte en van de Franssen Herderscheepiek.
Vanaf zijn bron begint hij onopvallend door de dichte bossen te stromen. Uiteindelijk bereikt de Gran Rio de Stonpoortoe-waterval. De Stonpoortoe-waterval is meer een stroomversnelling dan een waterval, wel reguliert de Stonpoortoe-waterval een redelijk groot deel van het verval van de Gran Rio. Nadat hij de waterval heeft gepasseerd bereikt hij dorpjes zoals Cajana en Stonhoekoe. Kort hierna vloeit hij bij Goddo samen met de Pikin Rio en vormen ze samen de Surinamerivier.

## Economie

### Scheepvaart
De Gran Rio is niet bevaarbaar voor grote schepen, omdat de rivier te ondiep is en omdat er veel rotsen in de rivier liggen. Voor korjalen is de rivier voor een deel bevaarbaar; deze worden vooral gebruikt door de Marrons, die aan de oevers van de rivier wonen.

### Overig economisch belang
De Gran Rio is vooral van economisch belang voor de Marrons, zij gebruiken de rivier vooral voor irrigatie, scheepvaart (met korjalen) en visserij. Verder is deze rivier ook van economisch belang voor de Surinamerivier, de Gran Rio is een belangrijke waterleverancier voor de Surinamerivier.